# 1974年日本

## 政府
- 天皇：裕仁
- 內閣總理大臣：田中角榮→三木武夫

## 大事記
- 5月9日：伊勢半島發生規模6.9的地震。
- 5月27日 – 基恩士成立。
- 6月20日 –大東建託株式会社的前身大東工業成立。
- 8月30日：三菱重工爆炸事件
- 11月9日：第十雄洋丸事件
- 12月9日：三木武夫就任首相職務，三木內閣成立。

## 出生
- 3月9日——杉山紀彰，配音員。
- 4月3日——和田光司，歌手。
- 6月13日——櫻井孝宏，配音員。
- 9月12日——鈴村健一，配音員。
- 12月27日——折笠富美子，配音員。